# جوزيف سميث هاريس
جوزيف سميث هاريس (بالإنجليزية: Joseph Smith Harris)‏ هو مهندس مدني ومهندس أمريكي، ولد في 29 أبريل 1836 في East Whiteland Township, Pennsylvania ‏ في الولايات المتحدة، وتوفي في 1 يونيو 1910 في Germantown, Philadelphia ‏ في الولايات المتحدة.